# Arrest Van den Berg/Van der Walle
Het arrest Van den Berg/Van der Walle (HR 29 oktober 2004, NJ 2006/203) is een arrest van de Nederlandse Hoge Raad dat betrekking heeft op derdenbeslag op een rekening-courant bij de bank, met negatief saldo en niet benutte kredietruimte in een kredietfaciliteit. Kredietruimte is niet vatbaar voor beslag, oordeelt de Hoge Raad.

## Casus
Partijen hebben een geschil over de levering van mestkalveren door Van den Berg (veehouder) –met zijn vrouw eigenaar van een agrarisch bedrijf– aan Van der Walle (veehandelaar). In het verlengde van een bodemprocedure zijn een zestal derdenbeslagen gelegd, waaronder een derdenbeslag op de rekening-courant van de veehandelaar bij ABN-AMRO. Ten tijde van de beslaglegging was het saldo in rekening-courant negatief, maar was de kredietfaciliteit nog niet ten volle gebruikt. De bank heeft vervolgens het krediet opgeschort zodat de veehandelaar daarover niet langer kon beschikken.

## Rechtsvraag
Is derdenbeslag mogelijk op de niet benutte kredietruimte van een rekening-courant? (Nee.)

## Procesgang
De veehandelaar eist opheffing van het derdenbeslag op de kredietruimte van de rekening-courant. Van de bank eist hij herstel van de kredietfaciliteit. (De andere vijf derdenbeslagen zijn in cassatie niet van belang.) Deze twee vorderingen zijn door de president in kort geding gehonoreerd – het derdenbeslag op (de niet benutte ruimte in) de kredietfaciliteit is opgeheven. Dit vonnis is in hoger beroep door het gerechtshof bekrachtigd met verbetering van gronden. Het cassatieberoep is verworpen.
In de loop van het geding is ABN-AMRO van positie gewisseld. In eerste aanleg was zij door de veehandelaar gedaagd. In hoger beroep heeft de bank zich aan de zijde van de veehandelaar gevoegd. (Zie conclusie A-G par. 5)

### President in kort geding
Wat betreft het onder de bank gelegde derdenbeslag oordeelde [de voorzieningenrechter] dat dit [beslag] geen doel heeft getroffen omdat [de veehandelaar] ten tijde van de beslaglegging geen geldvordering op de bank had maar slechts een schuld aan haar en de kredietfaciliteit niet een vermogensrecht is dat vatbaar is voor beslaglegging. [HR, r.o. 3.2]

### Hof
In het incidentele beroep overwoog het hof (...), kort samengevat, als volgt.

Het recht van [de veehandelaar] tegenover de bank gebruik te maken van de haar geboden kredietfaciliteit is een wilsrecht dat als zodanig niet vatbaar is voor derdenbeslag omdat het geen goed is in de zin van art. 3:1 BW (rov. 4.18).
Ook de aanspraak die [de veehandelaar] tegenover de bank verkrijgt door aan haar een betalingsopdracht te geven is niet door het beslag getroffen. Deze aanspraak volgt immers uit de uitoefening van het wilsrecht door [de veehouder] en niet rechtstreeks uit de rekening-courantverhouding (rov. 4.19).
Bovendien is het doel van beslaglegging onder derden dat het desbetreffende vermogensbestanddeel door het beslag wordt 'gezekerd' teneinde na verkrijging van een executoriale titel te gelde te worden gemaakt.
Een dergelijk vermogensbestanddeel wordt door het onderhavige beslag niet getroffen (rov. 4.20). [HR, r.o. 3.2]

### Hoge Raad
Na uitgebreide overwegingen oordeelt de Hoge Raad,

3.10

(...) dat het nog onbenutte gedeelte van de kredietfaciliteit bij een bank naar zijn aard niet vatbaar is voor beslag.

## Tot besluit
- In 2004 is uiteindelijk een beslissing gevallen op de onderhavige rechtsvraag.
- In 2009 krijgt dit een vervolg in een wetsbepaling die het mogelijk moet maken dat de fiscus wél derdenbeslag kan leggen op de kredietruimte (het niet-benutte gedeelte van een kredietfaciliteit) bij de rekening-courant.[1]